# Гате (Нідерланди)
Гате (нід. Gaete) — селище в нідерландській провінції Північний Брабант. Входить до муніципалітету Дріммелен.
Перша згадка про населений пункт датується 1846 роком. Наразі у ньому нараховується близько 70 будинків.